# Réchésy
Réchésy est une commune française située dans le département du Territoire de Belfort, la région culturelle et historique de Franche-Comté et la région administrative Bourgogne-Franche-Comté.
Elle fait partie du canton de Delle. Ses habitants sont appelés les Réchésiens.

## Géographie

### Localisation
Le village est situé aux confins du département, de la Suisse et du département du Haut-Rhin. La borne dite des Trois Puissances rappelle que Réchésy fut, pendant 44 ans, village frontière entre l'Empire allemand, qui avait annexé l'Alsace, et la France. Le village est arrosé par la Vendeline, une rivière prenant sa source près du village suisse de Vendlincourt. Il est situé à 430 mètres d'altitude, à 1 km de la frontière suisse, 10 km de Delle et 30 km de Belfort, chef-lieu du département. Réchésy est la commune située la plus à l'est de la région Franche-Comté et du département du Territoire-de-Belfort.

### Climat
Pour des articles plus généraux, voir Climat de la Bourgogne-Franche-Comté et Climat du Territoire de Belfort.
En 2010, le climat de la commune est de type climat de montagne, selon une étude du Centre national de la recherche scientifique s'appuyant sur une série de données couvrant la période 1971-2000. En 2020, Météo-France publie une typologie des climats de la France métropolitaine dans laquelle la commune est dans une zone de transition entre le climat semi-continental et le climat de montagne et est dans la région climatique  Vosges, caractérisée par une pluviométrie très élevée (1 500 à 2 000 mm/an) en toutes saisons et un hiver rude (moins de 1 °C).
Pour la période 1971-2000, la température annuelle moyenne est de 9,3 °C, avec une amplitude thermique annuelle de 17,5 °C. Le cumul annuel moyen de précipitations est de 1 036 mm, avec 10,8 jours de précipitations en janvier et 10,4 jours en juillet. Pour la période 1991-2020, la température moyenne annuelle observée sur la station météorologique de Météo-France la plus proche, « Joncherey », sur la commune de Joncherey à 9 km à vol d'oiseau, est de 10,5 °C et le cumul annuel moyen de précipitations est de 1 086,9 mm. 
La température maximale relevée sur cette station est de 39 °C, atteinte le 7 août 2015 ; la température minimale est de −25 °C, atteinte le 7 janvier 1985,,.
Les paramètres climatiques de la commune ont été estimés pour le milieu du siècle (2041-2070) selon différents scénarios d'émission de gaz à effet de serre à partir des nouvelles projections climatiques de référence DRIAS-2020. Ils sont consultables sur un site dédié publié par Météo-France en novembre 2022.

## Urbanisme

### Typologie
Au 1er janvier 2024, Réchésy est catégorisée bourg rural, selon la nouvelle grille communale de densité à sept niveaux définie par l'Insee en 2022.
Elle est située hors unité urbaine et hors attraction des villes,.

### Occupation des sols
L'occupation des sols de la commune, telle qu'elle ressort de la base de données européenne d’occupation biophysique des sols Corine Land Cover (CLC), est marquée par l'importance des territoires agricoles (51,5 % en 2018), une proportion sensiblement équivalente à celle de 1990 (51,7 %). La répartition détaillée en 2018 est la suivante : 
forêts (43,3 %), terres arables (31,9 %), prairies (11,8 %), zones agricoles hétérogènes (7,8 %), zones urbanisées (5,1 %). L'évolution de l’occupation des sols de la commune et de ses infrastructures peut être observée sur les différentes représentations cartographiques du territoire : la carte de Cassini (XVIIIe siècle), la carte d'état-major (1820-1866) et les cartes ou photos aériennes de l'IGN pour la période actuelle (1950 à aujourd'hui).

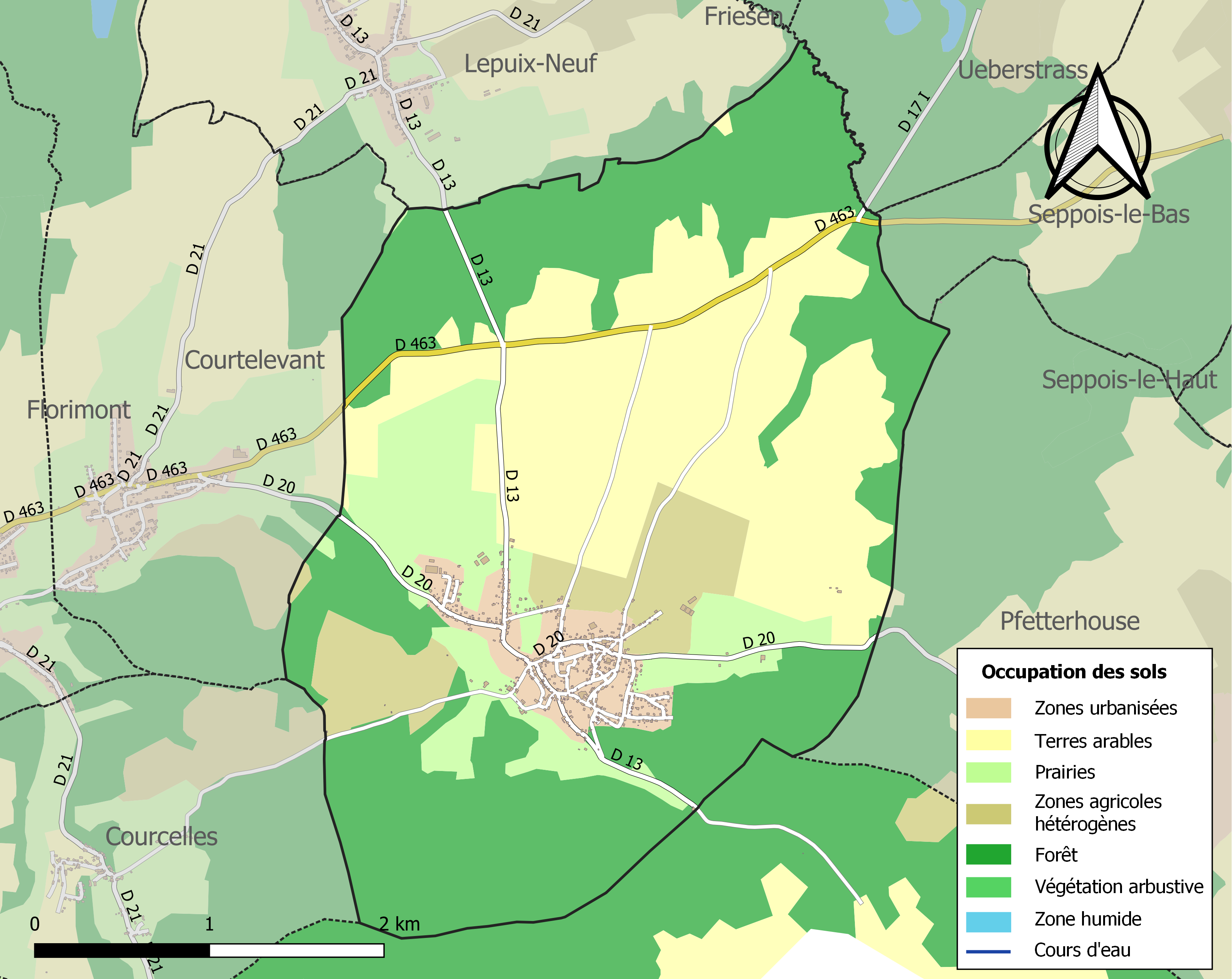
Carte des infrastructures et de l'occupation des sols de la commune en 2018 (CLC).

## Toponymie
- Raschesi (1291), Reschesye (1299), Rösschelis et Rœsschelis (1299), Roschelins (1441), Réchézy (1793), Rechesy (1801).
- En allemand : Röschlach ou Röschli[14].

Le nom du village est cité pour la première fois en 1291 sous la forme de Raschesi. On le rencontre ensuite dans un état de 1302 sous l'orthographe Röchelis et sous Röschelim en 1441.

## Histoire
Au XIIIe siècle, le village forme une mairie dépendant de la prévôté de Florimont. Dès cette époque Réchésy possède une église et constitue une paroisse. Par la suite deux chapelles sont évoquées dans les archives, l'une est dédiée aux Trois Rois et l'autre à saint Nicolas. Une église, consacrée à Notre Dame de l'Assomption, existait déjà en 1441. Devenue trop petite, elle fut remplacée dans les années 1850 par un édifice plus grand dédié à saint Jean-Baptiste. Dans le cimetière se trouve encore une chapelle du XVIIe siècle abritant un autel et un retable baroque[réf. nécessaire].
En 1782 la paroisse passa du diocèse de Bâle à celui de Besançon[réf. nécessaire]
Une statistique datée de 1851[réf. nécessaire] indique que l'industrie est représentée par un moulin et une tuilerie.

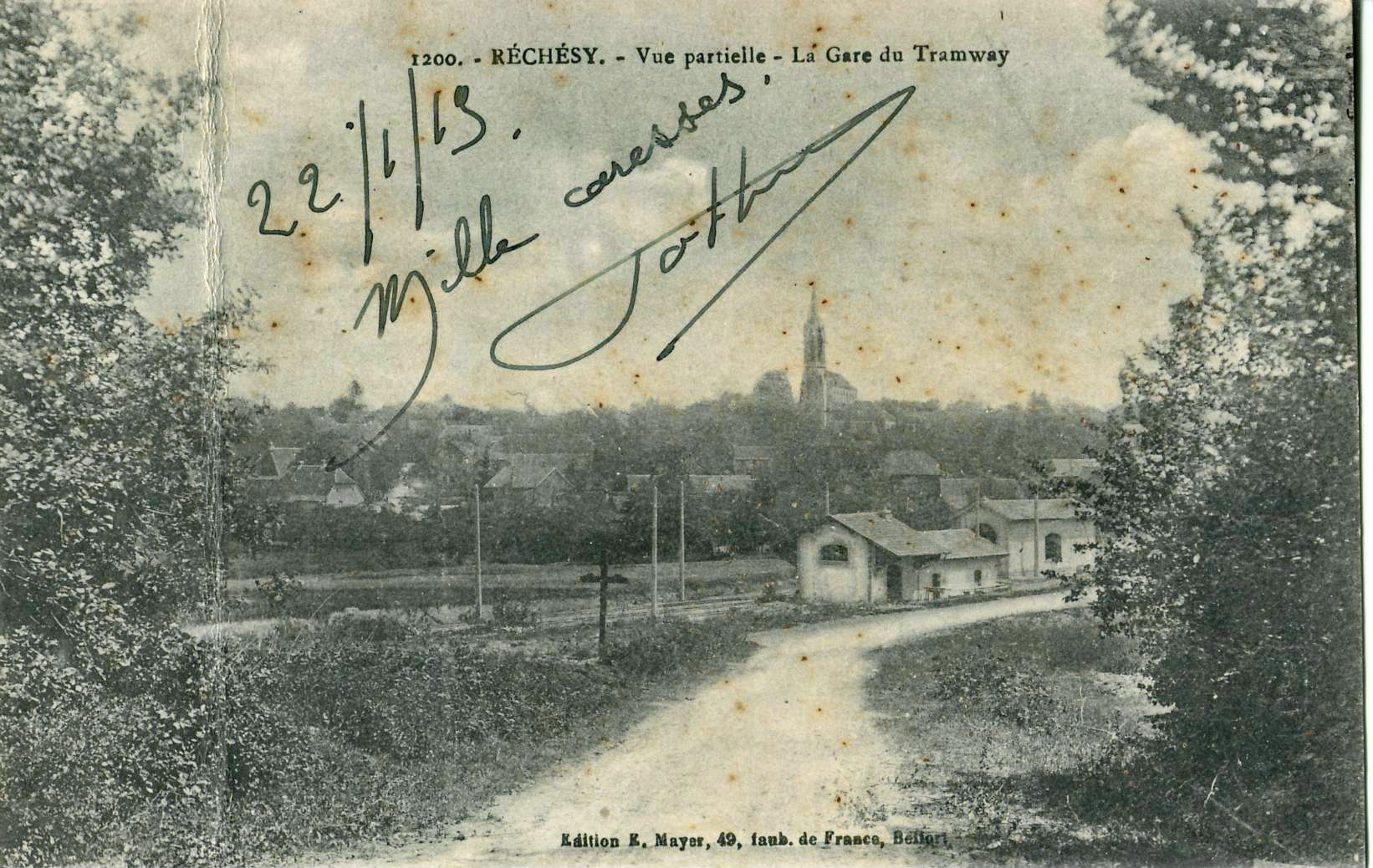
La gare des Chemins de fer d'intérêt local du Territoire de Belfort.

Le bourg fut desservi par une ligne de chemin de fer secondaire à voie métrique qui la reliait à Brebotte et Belfort du 1er octobre 1913 jusqu'au 20 juillet 1932. Cette ligne était l'une des trois exploitées par la Compagnie des Chemins de fer d'intérêt local du Territoire de Belfort et servait notamment à acheminer des produits alimentaires artisanaux conditionnés puis envoyés à Colmar et à Strasbourg.
À la Libération, fin  novembre 1944, des combats violents eurent lieu dans le secteur de Suarce, Lepuix-Neuf et Réchésy[réf. nécessaire].

## Politique et administration

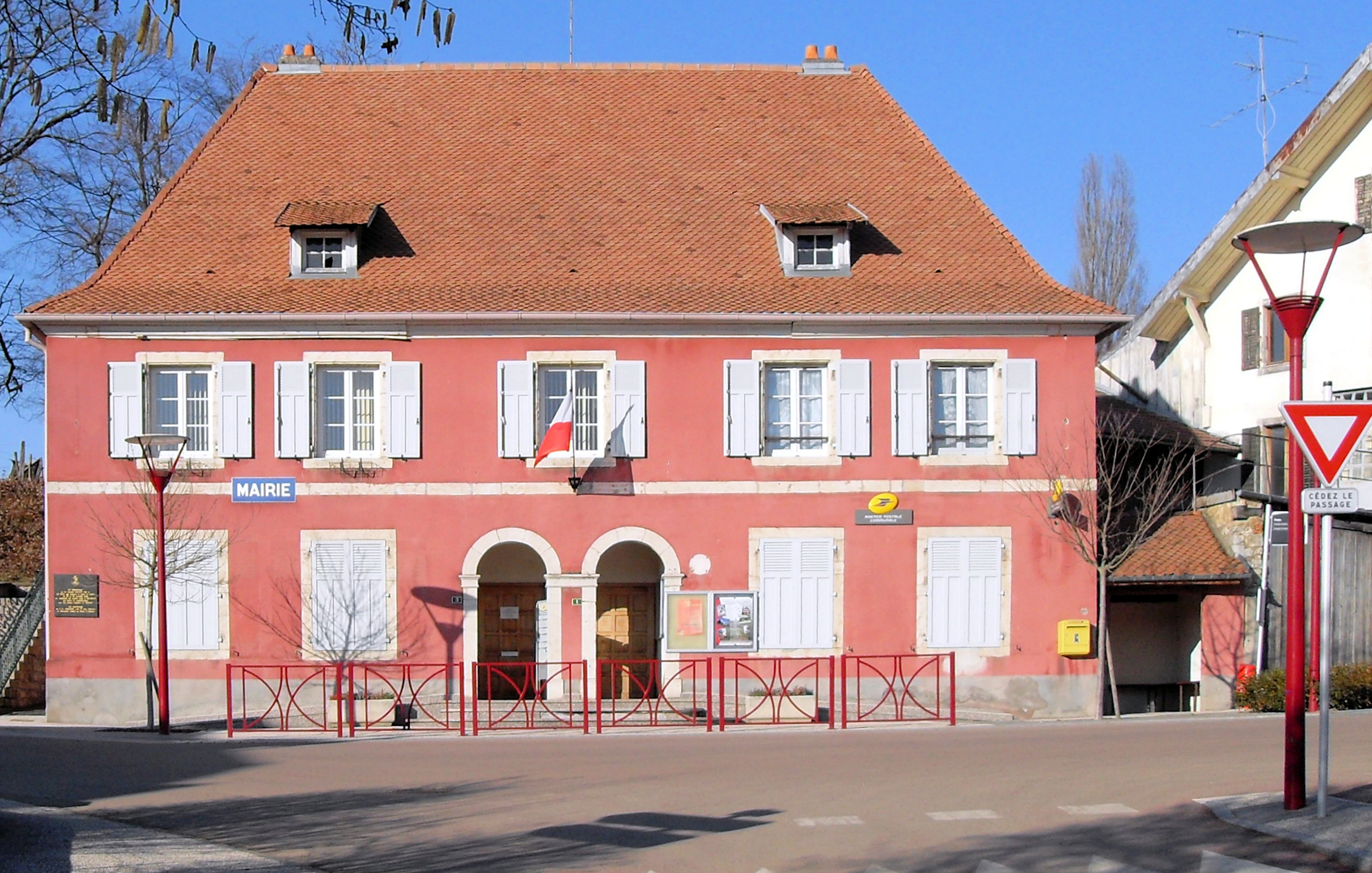
La mairie de Réchésy.

### Rattachements administratifs et électoraux
La commune faisait partie du département du Haut-Rhin jusqu'à la Guerre franco-allemande de 1870. Après la défaite française, l'Alsace-Moselle est rattachée à l'Empire allemand et la commune, restée française, intègre le Territoire de Belfort. Pour l'élection des députés, elle fait partie de la première circonscription du Territoire de Belfort
Elle fait partie depuis 1793 du canton de Delle. Dans le cadre du redécoupage cantonal de 2014 en France, ce canton, dont la commune est toujours membre, est modifié, passant de 10 à 16  communes.

### Intercommunalité
La commune fait partie de la communauté de communes du Sud Territoire, créée fin 1999.

### Liste des maires
| Période                                  | Période     | Identité       | Étiquette | Qualité       |
| ---------------------------------------- | ----------- | -------------- | --------- | ------------- |
| Les données manquantes sont à compléter. |             |                |           |               |
| avant 1995                               | ?           | Jean Brungard  |           |               |
| mars 2008                                | 2014        | Hubert Ecoffey |           |               |
| 2014                                     | 23 mai 2020 | Didier Mathieu | LR        | Informaticien |
| 23 mai 2020                              | En cours    | André Kleiber  |           |               |

## Population et société

### Démographie
L'évolution du nombre d'habitants est connue à travers les recensements de la population effectués dans la commune depuis 1793. Pour les communes de moins de 10 000 habitants, une enquête de recensement portant sur toute la population est réalisée tous les cinq ans, les populations de référence des années intermédiaires étant quant à elles estimées par interpolation ou extrapolation. Pour la commune, le premier recensement exhaustif entrant dans le cadre du nouveau dispositif a été réalisé en 2007.

En 2022, la commune comptait 765 habitants, en évolution de −3,89 % par rapport à 2016 (Territoire de Belfort : −2,78 %, France hors Mayotte : +2,11 %).
| 1793 | 1800 | 1806 | 1821 | 1831 | 1836 | 1841  | 1846 | 1851 |
| ---- | ---- | ---- | ---- | ---- | ---- | ----- | ---- | ---- |
| 606  | 704  | 778  | 830  | 946  | 958  | 1 008 | 963  | 988  |

| 1856 | 1861 | 1866 | 1872 | 1876 | 1881  | 1886  | 1891 | 1896  |
| ---- | ---- | ---- | ---- | ---- | ----- | ----- | ---- | ----- |
| 804  | 833  | 846  | 835  | 909  | 1 233 | 1 107 | 986  | 1 004 |

| 1901 | 1906 | 1911 | 1921 | 1926 | 1931 | 1936 | 1946 | 1954 |
| ---- | ---- | ---- | ---- | ---- | ---- | ---- | ---- | ---- |
| 931  | 967  | 906  | 721  | 689  | 618  | 596  | 551  | 579  |

| 1962 | 1968 | 1975 | 1982 | 1990 | 1999 | 2006 | 2007 | 2012 |
| ---- | ---- | ---- | ---- | ---- | ---- | ---- | ---- | ---- |
| 616  | 649  | 725  | 700  | 720  | 761  | 779  | 781  | 813  |

| 2017 | 2022 | - | - | - | - | - | - | - |
| ---- | ---- | - | - | - | - | - | - | - |
| 786  | 765  | - | - | - | - | - | - | - |

En 1803 le nombre d'habitants était de 706, il passa à plus de 1000 vers le milieu du XIXe siècle pour redescendre lentement à 551 au lendemain de la dernière guerre.

### Enseignement
Une école est présente à Réchésy. Cette école élémentaire et publique est l'école primaire des Dames Blanches ayant ouvert ses portes le 01 janvier 1986. Elle est située au 5 rue de l'Ecole  proche de l'église de Réchésy. C'est une école très chaleureuse accueillant les enfants du village ainsi que ceux des alentours dans un cadre agréable et propice aux apprentissages. De nombreux projets pédagogiques y sont proposés grâce aux professeurs qui allient apprentissage et épanouissement dans la réussite de leurs jeunes élèves.
| créneau                         | Lundi | Mardi | Mercredi | Jeudi | Vendredi |
| ------------------------------- | ----- | ----- | -------- | ----- | -------- |
| Début des cours du matin        | 8.00  | 8.00  |          | 8.00  | 8.00     |
| Fin des cours du matin          | 11.30 | 11.30 |          | 11.30 | 11.30    |
| PAUSE MERIDIENNE                |       |       |          |       |          |
| Début des cours de l'après-midi | 13.30 | 13.30 |          | 13.30 | 13.30    |
| Fin des cours de l'après-midi   | 16.00 | 16.00 |          | 16.00 | 16.00    |

### Santé
La commune compte plusieurs professionnels de santé
- [Quand ?]
- Dorian Kronenberger , masseur-kinésithérapeute[Quand ?]

## Culture locale et patrimoine

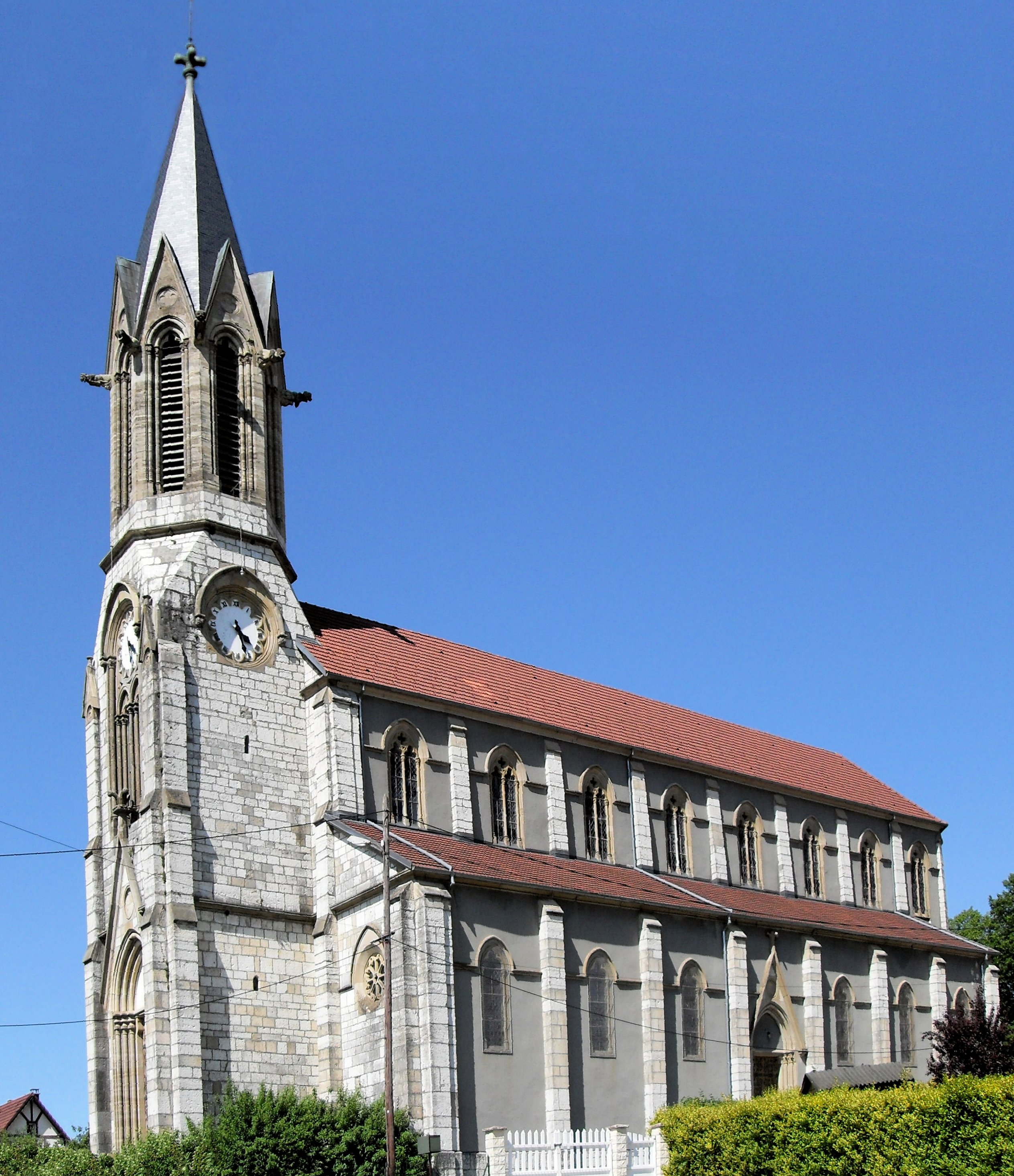
L'église Saint-Jean-Baptiste.

### Lieux et monuments
- Chapelle : située dans le cimetière. Située dans le diocèse de Belfort-Montbéliard, elle est desservie par l'Ensemble de Paroisses no 9. Le curé est M. l'abbé Henri Joly[Quand ?].
- Monument des ambulancières

### Personnalités liées à la commune
- Gisèle Loth[réf. nécessaire], écrivain, originaire de ce village.

### Héraldique
| Armes de Réchésy | Les armes peuvent se blasonner ainsi : d'azur à la fleur de lys d'or surmontée d'une couronne du même. |

## Pour approfondir